# 1885 en architecture
| Années de l'architecture : 1882 - 1883 - 1884 - 1885 - 1886 - 1887 - 1888    |
| Décennies de l'architecture : 1850 - 1860 - 1870 - 1880 - 1890 - 1900 - 1910 |

Cet article présente les faits marquants de l'année 1885 en architecture.

## Réalisations
- avril : inauguration de l'hôtel de ville de Worms
- Construction du Home Insurance Building à Chicago par l'architecte William Le Baron Jenney. Ce bâtiment est souvent considéré comme le premier gratte-ciel de l'histoire de l'architecture ; démoli en 1931).
- Agrandissement de la gare de Paris-Est à Paris.
- Construction du Monument à Victor-Emmanuel II (Vittoriano) à Rome (1885-1911).
- Achèvement de l'Église Saint-François-de-Sales à Barcelone, commencée en 1877–1885, en style néogothique, sur les plans de l'architecte Joan Martorell i Montells.

## Événements
- x

## Récompenses
- Royal Gold Medal : Heinrich Schliemann.
- Prix de Rome : François Paul André.

## Naissances
- 29 juillet : Sigurd Lewerentz († 29 décembre 1975).
- 22 septembre : Gunnar Asplund († 20 octobre 1940).
- 5 décembre : Ernest Cormier († 1er janvier 1980).
- 28 décembre : Vladimir Tatline († 28 décembre 1953).

## Décès
- 6 mars : Ireneo Aleandri, architecte italien (° 8 avril 1795).
- 1er août : Thomas Leverton Donaldson, architecte britannique (° 17 octobre 1795).